# 소프라니스트
소프라니스트(sopranist)는 소프라노 음역을 노래하는 남자 가수를 말한다. 거세 가수인 카스트라토와는 다르다.

## 국내 대표적인 소프라니스트
- 문지훈

## 해외 대표적인 소프라니스트
- 시몬 바르톨리 니
- 아리스 크리스토 펠리스
- Edson Cordeiro
- 로버트 크로우
- 데이비드 한센
- Vyatcheslav Kagan-Paley
- 아담 로페즈
- 마이클 마니아 치
- 안젤로 만조 티
- 라두 마리안
- 오카모토 토모 타카
- 다리우스 파라 도프 스키
- 브라이언 찰스 루니
- Tonex
- André Vásáry
- 레이 체 네즈
- Bruno Desanunes

## 같이 보기
- 카운터테너